# Église Saint-André de Saint-André-le-Désert
L'église Saint-André de Saint-André-le-Désert est une église située sur le territoire de la commune de Saint-André-le-Désert, dans le département français de Saône-et-Loire et la région Bourgogne-Franche-Comté.

## Historique
À l'origine, l'église faisait partie d’un prieuré bénédictin, dont les bâtiments ont aujourd’hui totalement disparu. 
Construite aux alentours du XIIe siècle, elle a subi d’importantes transformations au XIXe siècle.

## Description
Le transept et le chœur, ainsi que l’abside et les absidioles en cul-de-four, ont été construits vers 1150 et sont romans. 
En revanche, la nef est moderne : elle a été reconstruite et pourvue de bas-côtés en 1885-1886.

## Vitraux
Les travaux réalisés dans les années 1880 ont permis l’installation, dans les baies modifiées, de vitraux signés J. Bessac, atelier de fabrique de vitraux installé à Pont-d'Ain (Ain) de 1860 à 1892. 
Le transept et l’abside sont dotés de vitraux représentant les sujets liés à des cultes en vogue au XIXe siècle : le Bon Pasteur, saint Pierre, saint Jean, saint Jean-Baptiste et la dévotion à la Vierge Marie. 

## Culte
Édifice consacré du diocèse d'Autun relevant de la paroisse de Cluny Saint Benoît (siège à Cluny) – qui en est affectataire au titre de la loi de 1905 –, l'église de Saint-André-le-Désert est un lieu de culte catholique.